# Hans Tasiemka
Hans Tasiemka (geboren 28. März 1905 in Gnesen, Deutsches Reich; gestorben 26. Mai 1979 in London) war ein deutsch-britischer Filmkritiker und Archivar.

## Leben
Der Jude Hans Tasiemka wurde Zeitungsreporter in Berlin und war im Jahr 1924 Redaktionsmitglied der Zeitung Die Republik, die von der kurzlebigen Republikanischen Partei Deutschlands herausgegeben wurde. Er schrieb in den Zwanziger Jahren für Zeitungen und Zeitschriften wie Die literarische Welt, Welt am Abend, Berliner Börsen-Courier, Der deutsche Rundfunk. Er wurde dann Feuilletonredakteur und Bildredakteur des 12 Uhr Blatts und verfasste Filmkritiken. Nach der Machtübergabe an die Nationalsozialisten 1933 wurde er wie alle anderen jüdischen Journalisten entlassen.
Tasiemka emigrierte nach Frankreich. Bei Ausbruch des Zweiten Weltkriegs wurde er Soldat der Fremdenlegion. Nach der französischen Niederlage wurde er 1940 in Französisch-Nordafrika vom Vichy-Regime interniert. Er kam 1942 frei und arbeitete für die US Army. 1943 wurde er Soldat in einem britischen Pionierkorps und wurde in Nordafrika, Palästina, Belgien und im besetzten Deutschland eingesetzt. In Berlin lernte er die erheblich jüngere Deutsche Edda Hoppe (1922–2019) kennen, eine Tochter des kommunistischen bzw. linkssozialistischen Politikers Paul Frölich, und sie heirateten. 
Tasiemka wurde 1948 demobilisiert und ging mit seiner Frau nach London, wo er als Korrespondent für kontinentaleuropäische Zeitungen schrieb und die deutsche Fernsehanstalt ARD beriet. 
Tasiemka baute zusammen mit seiner Frau ein umfangreiches Zeitungsausschnittsarchiv auf. Nach seinem Tod betrieb Edda Tasiemka das Hans Tasiemka Archive weiter, bis sie es 1995 an das Londoner Hyman Archive abgab.

## Schriften
- Filmkritiken